# Liara Point
Das Kap Liara Point in dem westafrikanischen Staat Gambia liegt im Bereich der Mündung des Flusses Gambia zum Atlantischen Ozean auf dem südlichen Flussufer.
Das Kap liegt rund 4,3 Kilometer südöstlich von James Island mit dem Fort James, das als UNESCO-Welterbe geschützt ist, entfernt. Auf dem anderen Flussufer ist in nordöstlicher Richtung in 5,6 Kilometer Entfernung der Sika Point.